# 马克思学说研究会

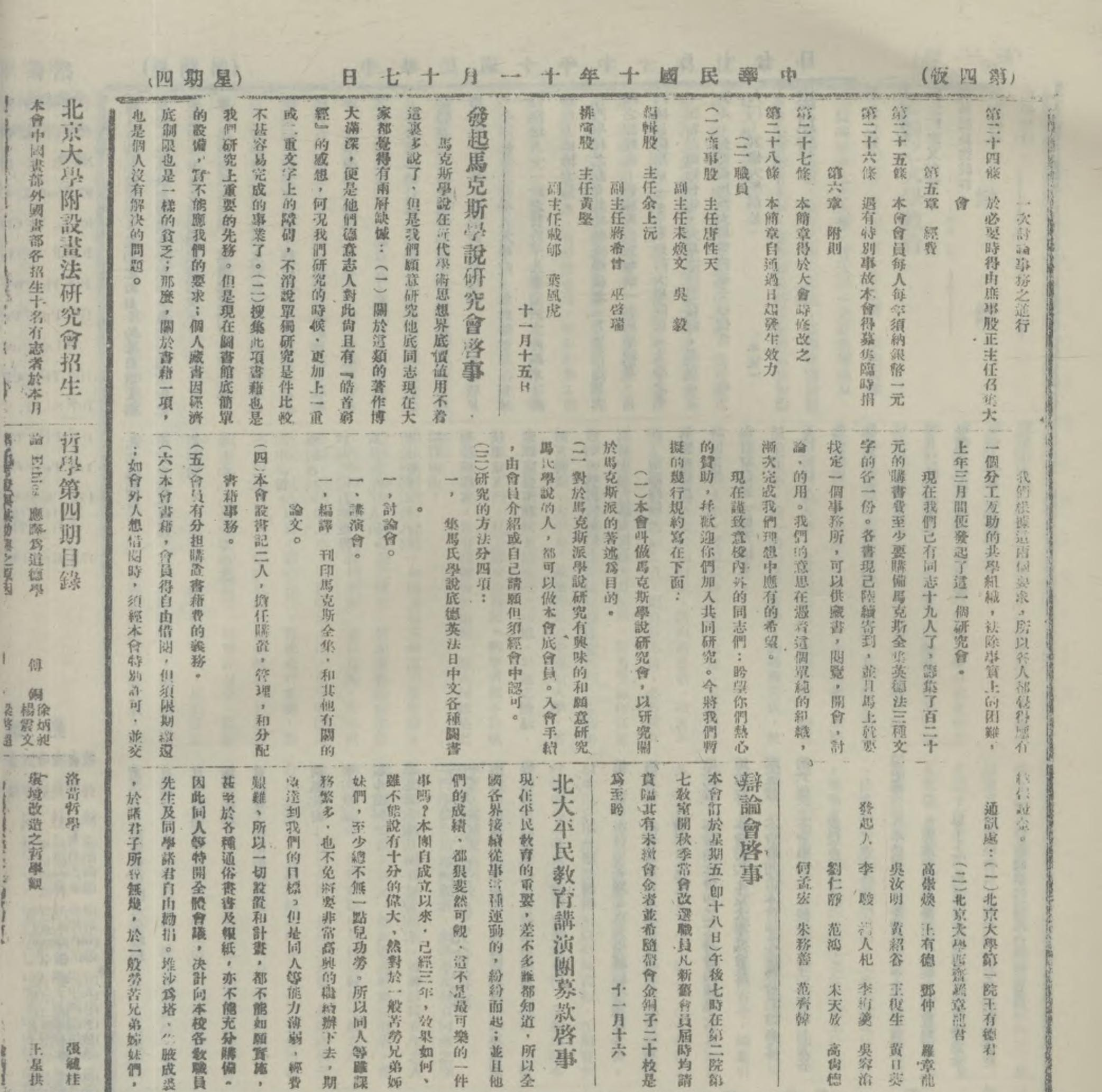
1921年11月17日，《北京大学日刊》中《发起马克斯学说研究会启事》原文

马克思学说研究会1920年3月在北京大学创立，是中国“最早研究与宣传马克思主义的理论团体”，对马克思主义在中国的传播有开拓性贡献。:93

## 称谓
因对卡尔·马克思的译名不同，有“马克斯学说研究会”、“马克思学说研究会”、“马克司学说研究会”三种称呼。研究会会员陈仲瑜回忆说：“为了避免反动政府的干扰，不用‘主义’而用‘学说’二字，可说是策略。”研究会启事多数情况下只称“马克思学说研究会”，有时称“北京马克思学说研究会”。:98

## 历史

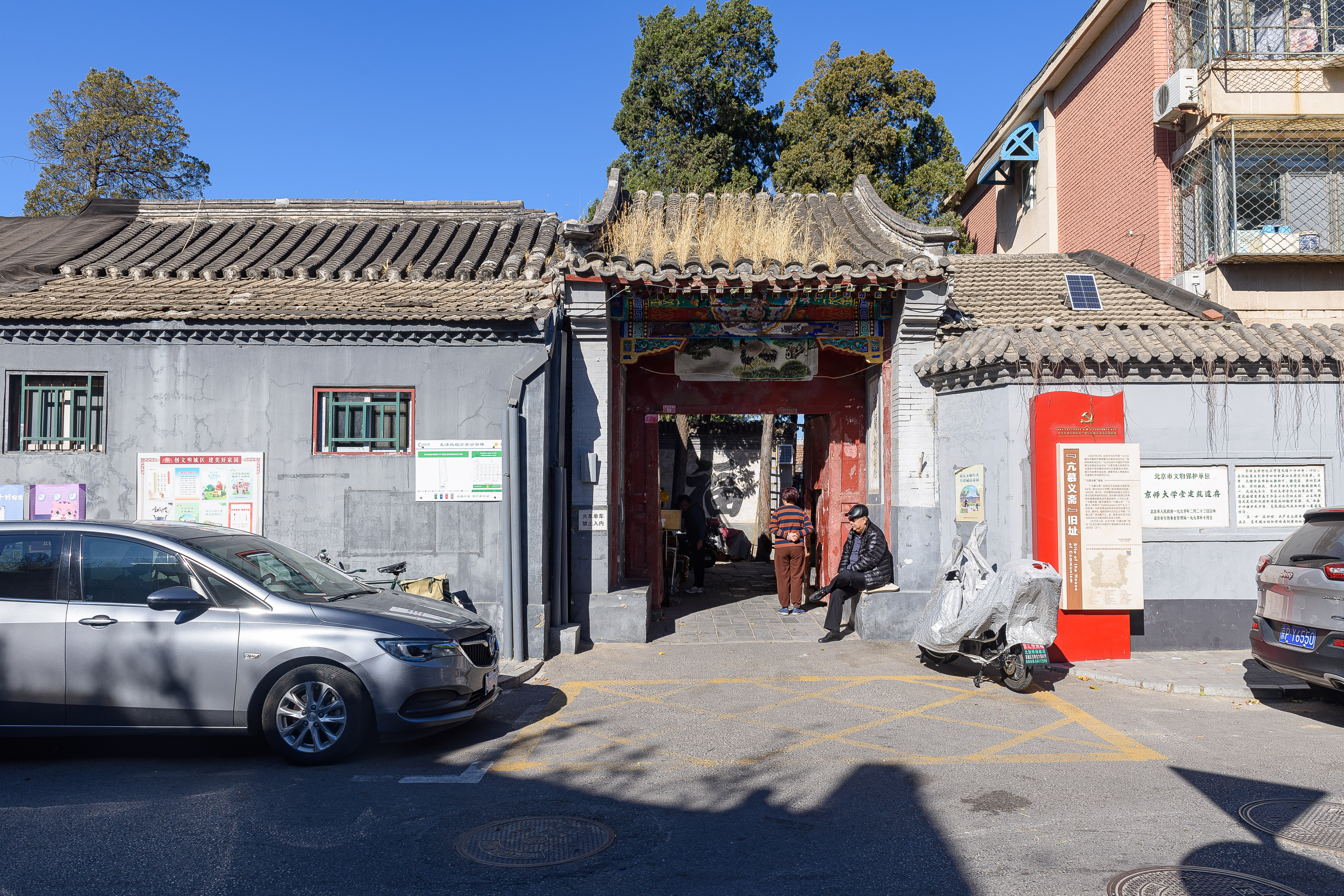
亢慕義齋，馬克思學說研究會舊址（沙滩后街59号）

1918年末，李大钊组织了一个马克思主义研究团体，当时称为“马尔格士学说研究会”（或“马尔克斯学说研究会”）:96。 到1919年12月，该组织被社会主义研究会取代，一般认为和后来的马克思学说研究会无实际关联:97。
1920年3月，北京大学马克思学说研究会成立，1921年11月17日，《北京大学日刊》刊载《发起马克斯学说研究会启事》一文，公开宣布研究会的存在:97。研究会的最初发起人共十九位：高崇焕、王有德、邓中夏、吴汝明、罗章龙、黄绍谷、王复生、黄日葵、李骏、杨人杞、李梅羹、吴溶沧、刘仁静、范鸿劫、宋天放、高尚德、何孟雄、朱务善、范齐韩。
马克思学说研究会的主要活动是搜集以德语、英语、法语、日语等外语的马克思主义外文图书资料，并开展编译和整理工作。为收藏这些资料，研究会设立了名为“亢慕义斋”的图书室，意即“共产主义小室”。:99 1922年12月，“亢慕义斋”图书馆已藏有包括中文、英文、德文、俄文在内的数百部马克思主义著作。研究会对图书馆制定有借阅管理制度，为马克思主义的传播以及建立北京共产党早期组织发挥了作用。
1922年2月2日，马克思学说研究会会员增至63人。据罗章龙所著的回忆录《椿园载记》中记载，马克思学说研究会第3次统计有会员117人，1922年第4次统计有150人，1923年二七前统计有250至300人。
马克思学说研究会不只局限于做纯粹的学术团体，还身体力行、用行动介入社会政治。1922年11月20日，《北京大学日刊》刊载的《马克思学说研究会启事》一文便记载了马克思学说研究会募捐援助开滦矿工罢工，此则启事中还附录有“唐山大学学生赠工会来函”和“北京开滦矿工罢工经济后援会宣言”。
多数学者认为研究会存在到1926年，少数学者认为研究会于1925年解散。:100

## 评论
- 多数学者认为：研究会是“中国最早学习研究马克思主义的团体”。[1]:99
- 李丹阳认为，研究会是中国共产主义组织的源头。张申府（研究会发起人之一）评价说，研究会为中国共产党打下理论、组织基础。[1]:100
- 史华慈质疑研究会的活动仅仅只是研究马克思学说，而非宣传马克思主义。[1]:100